# Chess Review
Чесс ревью (англ. «Chess Review») — американский иллюстрированный журнал о шахматах. Выходил раз в месяц с января 1933 по октябрь 1969 года в Нью-Йорке.
В 1933—1934 годах главным редактором был И. Кэжден, а с 1934 года и до конца существования — И. Горовиц.
В первые годы существования (до 1943 года) был официальным органом Шахматной федерации США и её предшественницы Американской шахматной федерации.
Среди постоянных рубрик были «Игра месяца» (в 1940-х годах автором был Р. Файн, в 1950-х годах — М. Эйве) и «Шахматная викторина» (автор — И. Чернев).
В 1945 году участвовал в организации радиоматча между командами СССР и США.
Прекратил существование в 1969 году после слияния с журналом «Chess Life» (выпускавшимся Шахматной федерацией США, которая приобрела права и на «Chess Review»). Новый журнал стал называться «Chess Life & Review».